# Mount Mitchell
Mount Mitchell er det højeste bjerg i Appalacherne og ligger i delstaten North Carolina i det sydøstlige USA. Med en højde på 2.037 meter er bjerget det højeste i det østlige Nordamerika, bortset fra øbjergtoppe. Indtil Texas blev en del af USA i 1845, var bjerget det højeste i landet. Bjerget ligger i nærheden af Burnsville i Yancey County i bjergkæden Black Mountain og ligger 53 km nordøst for Asheville. Bjerget ligger i Mount Mitchell State Park og er omgivet af skoven Pisgah National Forest.
Bjerget er opkaldt efter Elisha Mitchell, en professor ved University of North Carolina, der målte dets højde i 1835, og som i 1857 faldt i døden ved de nærtliggende Mitchell Falls efter at være vendt tilbage for at kontrollere sine tidligere opmålinger.
Nu er det let at bestige Mount Mitchell, da en sidevej til den historiske og maleriske Blue Ridge Parkway løber tæt derpå, og en 300 meter lang vandresti gennem nåleskov fører til toppen. Det 12 meter høje udsigtstårn på toppen blev revet ned i slutningen af 2006. Et nyt udsigtstårn blev opført og åbnede for besøgende i januar 2009. På toppen befinder desuden Elisha Mitchells gravsted sig.
Vejret på Mount Mitchell er meget mildt om sommeren og meget barskt om vinteren; det ligner mere vejret i Maine eller det sydøstlige Canada, end Sydstaternes vejr. Den 21. januar 1985 blev temperaturen på bjerget målt til −37 °C, som er den laveste i North Carolinas nogensinde. Det var i en periode med særlig koldt vejr, hvor der så langt mod syd som i Miami i Florida, var frostvejr. Målepunktet har delstatens laveste gennemsnitstemperatur på 6,6 °C. I modsætning til lavere højdedrag i de omgivende områder falder der ofte store mængder sne fra december til marts; under "århundredets snestorm" i 1993 faldt der 127 cm sne. Selv i sommermånederne juni, juli og august har der været snebyger. Det blæser ofte på toppen; rekorden er et vindstød på 286 km/t.
På bjergtoppen er der tæt granskov af typen sydappalachisk Picea rubens-Abies fraseri, der primært består af de to stedsegrønne arter Amerikansk Rødgran og Frasergran. De fleste udvoksede frasergraner gik dog ud i den anden halvdel af det 20. århundrede efter at være blevet angrebet af ædelgranstammelus (Adelges piceae), som ikke naturligt forekommer i området. Højderne udsætter også plantelivet for store mængder forurening, herunder syreholdig nedbør, der forekommer som regn, sne og tåge. Syren beskadiger rødgranerne, delvist ved at frigive naturligt forekommende metaller fra jordbunden såsom aluminium og ved at udvaske vigtige mineraler. I hvor høj grad denne forurening beskadiger det højtliggende økosystem er omstridt.
Bjerget fremstår stadig primært frodigt og grønt om sommeren, men man kan se de mange døde Frasergraners stammer. Det er besværligt at forhindre forureningen, da forureningskilderne kan være lokale eller ligge mange hundrede kilometer væk, hvilket kræver samarbejde med stater så langt væk som i midtvesten.
Fra om foråret til om efteråret besøger hundredvis af turister stadig bjergtoppen på grund af udsigten og solnedgangen. Hele sommeren er der mange vilde blomster. Unge grantræer klarer sig godt i det subalpine klima, og deres kogler giver føde til fuglene sammen med vilde blåbær og bjørnebær.
Det næsthøjeste punkt i det østlige Nordamerika, Mount Craig med en højde på 2.026 meter, ligger cirka 1,5 km nord for Mount Mitchell.